# Stavne–Leangenbanen
Stavne–Leangenbanen er en 5,8 km lang jernbane i Trondheim i Norge. Den går fra Marienborg Station i det vestlige Trondheim, krydser Nidelven og derefter Holtermanns veg før den kommer til Lerkendal, den eneste station undervejs. Her ender lokaltogene fra Steinkjer. Banen selv fortsætter gennem den 2,7 km lange Tyholttunnelen, før den kommer til Leangen Station på Meråkerbanen. Banen er ikke elektrificeret, men der er planer om at gøre det i Nasjonal transportplan 2018–2029. I den vestlige ende er banen forbundet med Dovrebanen gennem "Søndre tilsving", der gør det teknisk muligt at komme ind på banen fra Heimdalsiden. Kurven grener fra lige syd for den nedlagte Stavne Station og møder sporet fra Marienborg umiddelbart før broen over Nidelven.

## Historie
Planerne om en direkte jernbane mellem Stavne og Leangen blev udarbejdet allerede i 1922. Tanken var at få en jernbane, der gik udenom Trondheim Centralstation på Brattøra, så ikke mindst gods der skulle videre kunne køre udenom centrum. Der var også et ønske om at have en reserve, hvis banen gennem byen skulle blive lukket. Byggeriet blev dog ikke sat i gang før under 2. verdenskrig efter ønske fra den tyske besættelsesmagt. Stavne-Leangenbanen blev bygget for at have en alternativ jernbane udenfor Trondheims centrum i tilfælde af sabotage. Byggeriet blev sat i gang, efter at et skib kolliderede med Nidelv bru i 1940, så broen blev beskadiget og lukket i en periode. Løsningen blev at bygge banen med en tunnel under Tyholt. Tyske pionertropper byggede en feltbro for Stavne-Leangenbanen, over Nidelven ved Stavne, men den blev senere bygget om.
Tyskerne fandt imidlertid ud af, at det ville tage lang tid at bygge tunnelen på grund af de vanskelige terrænforhold. De begyndte derefter at anlægge en parallel strækning. Den skulle gå fra Skansen Station gennem Sandgata og Olav Tryggvasons gate, før den skulle krydse Nidelven på Bakke Bru og fortsætte videre op ad Innherredsveien for så at nå nå Meråkerbanen ved Lademoen Station. Strækningen blev kaldt for "Tilbagetoget" i folkemunde. Da krigen sluttede var ingen af de to strækninger imidlertid færdige. Sporet fra Sandgata var således kun nået til Søndre gate. Byggeriet af Tyholttunnelen begyndte i efteråret 1945, men gennembruddet fandt først sted i vinteren 1950.
I 1950'erne ønskede NSB at færdiggøre byggeriet. Banen blev indviet officielt 1. juni 1957, og trafikken på den startede dagen efter. Til at begynde med blev den normalt kun brugt til godstrafik, men der forekom også sporadisk persontrafik, især når der var vedligeholdelsesarbejder på Dovrebanen og Meråkerbanen mellem Marienborg og Leangen. Banen blev fjernstyret 11. januar 1976. 1. december 1988 åbnede Lerkendal Station, der er blevet trafikeret af lokaltog fra Trønderbanen siden 1993. Togene kører mellem Lerkendal og Marienborg og fortsætter videre til Steinkjer. Marienborg Station åbnede i 1999, og fra 2001 til 2004 endte alle lokaltog til og fra Steinkjer på Lerkendal Station. Ejerskabet af banen overgik til Jernbaneverket 1. december 1996, fra 1. januar 2017 Bane Nor.
Banen gennem Tyholttunnelen bruges i et vist omfang til at vende tog med, da strækningen Leangen - Trondheim S - Marienborg - Lerkendal - Leangen danner en sammenhængende vendesløjfe. NSB benytter denne mulighed hver dag til at vende Nordlandsbanens diesellokomotiver, da drejeskiven i Marienborg har været ubrugelig i flere år. Det var oprindeligt planen at elektrificere banen i løbet af 2017-2018, men det er blevet udskudt på grund af manglende statslige bevillinger. Elektrificeringen er dog planlagt til første del af planperioden for Nasjonal transportplan 2018–2029.

## Tracé
Stavne–Leangenbanen er 5,8 km lang og forbinder Dovrebanen og Nordlandsbanen i Trondheim. Banens største stigning er på 9 promille og mindste kurveradius er på 250 meter. Banen er enkeltsporet og normalsporet, er ikke elektrificeret og har ingen krydsningsspor. Banen er fjernstyret med CTC, har ti broer, to tunneler og ingen jernbaneoverskæringer. Banen ejes af Bane Nor.
I vest er banen forbundet med Dovrebanen med to kurver i henholdsvis nord og syd, sådan at sporene danner en trekant. Kurven mod syd kaldes for "Søndre tilsving" og gør det teknisk muligt at køre ind på banen fra syd. Kurven grener fra lige syd for den nedlagte Stavne Station og møder sporet fra Marienborg umiddelbart før broen over Nidelven. "Nordre tilsving" er koblet på Dovrebanen lige nord for Marienborg Station. Stationen er bygget med et spor for Dovrebanen og et for Stavne–Leangenbanen. Stavne–Leangenbanens afgrening ved Marienborg ligger 547,82 km fra Oslo Centralstation, og 2,82 km fra Trondheim Centralstation.
80 meter efter at kurverne mødes, krydser banen Nidelven på den 186 meter lange Stavne Bru. Derefter fortsætter den over Holtermanns veg på en 25,3 meter lang betonbro, før den kommer til Lerkendal Station, der ligger 2,55 km fra Marienborg. Banen fortsætter gennem den 2,7 km lange Tyholttunnelen før den kommer til Leangen Station på Meråkerbanen.

## Planer
I 2002 lancerede NSB et forslag om en bybane i Trondheim. Ifølge forslaget skulle togene køre ad Dovrebanen fra Melhus Station og derefter til Lerkendal, før de fortsatte videre til Lademoen og i en sløjfe tilbage til centralstationen. Planerne omfattede en ny forbindelse mellem Nordlandsbanen og Stavne–Leangenbanen, så tog kunne køre fra den østlige ende af banen og vestover ad Nordlandsbanen. Planerne omfattede desuden støjisolering af Tyholttunnelen og ville koste 120 mio. NOK. I 2005 konkluderede SINTEF i en rapport, at hvis en sådan trafik skulle indføres, burde den have fire afgange i timen og drives med bybanetog på en ringbane, med en afstikker sydover til Heimdal eller Melhus. Rapporten bemærkede desuden, at den nye forbindelse i Lademoen ville have en 3,6 % stigning, hvilket ville være for stejlt for almindelige tog.